# Campionati del mondo di ciclismo su pista 2010 - Corsa a punti femminile
La corsa a punti donne è stato uno dei nove eventi femminili disputati ai Campionati del mondo di ciclismo su pista 2010 di Ballerup, in Danimarca. La canadese Tara Whitten ha vinto la medaglia d'oro.
L'evento, disputato in gara unica, si è tenuto il 28 marzo 2010 e ha visto la partecipazione di 24 atlete rappresentanti 24 Paesi differenti.

## Risultati
| Pos | Atleta               | Sprint | P.ti Sprint | P.ti Giro | Punti Totali |
| --- | -------------------- | ------ | ----------- | --------- | ------------ |
| 1   | Tara Whitten         | 5      | 16          | 20        | 36           |
| 2   | Lauren Ellis         | 4      | 13          | 20        | 33           |
| 3   | Taccjana Šarakova    | 4      | 13          | 20        | 33           |
| 4   | Elena Čalych         | 2      | 6           | 20        | 26           |
| 5   | Paola Muñoz          | 1      | 6           | 20        | 26           |
| 6   | Giorgia Bronzini     | 6      | 14          | 0         | 14           |
| 7   | Leire Olaberria      | 3      | 9           | 0         | 9            |
| 8   | Ellen van Dijk       | 2      | 8           | 0         | 8            |
| 9   | Elizabeth Armitstead | 2      | 7           | 0         | 7            |
| 10  | Megan Dunn           | 3      | 7           | 0         | 7            |
| 11  | Shelley Evans        | 2      | 4           | 0         | 4            |
| 12  | Andrea Wölfer        | 2      | 3           | 0         | 3            |
| 13  | Elena Brežviva       | 1      | 3           | 0         | 3            |
| 14  | Jarmila Machačová    | 1      | 2           | 0         | 2            |
| 15  | Pascale Jeuland      | 1      | 2           | 0         | 2            |
| 16  | Dalila Rodríguez     | 1      | 1           | 0         | 1            |
| 17  | Sofía Arreola        | 0      | 0           | 0         | 0            |
| 18  | Nontasin Chanpeng    | 0      | 0           | 0         | 0            |
| 19  | Julie Leth           | 0      | 0           | 0         | 0            |
| 20  | Elissavet Chantzi    | 0      | 0           | 0         | 0            |
| 21  | Madeleine Sandig     | 0      | 0           | 0         | 0            |
| 22  | Wong Wan Yiu         | 0      | 0           | 0         | 0            |
| DNF | Jolien D'Hoore       | -      | -           | -         | -            |
| DNF | Aušrinė Trebaitė     | -      | -           | -         | -            |